# Ordine di Danylo Halyc'kyj
L'Ordine di Danylo Halyc'kyj (in ucraino Орден Данила Галицького?, Orden Danyla Halyc'koho) è un'onorificenza ucraina.

## Storia
L'Ordine è stato fondato il 20 febbraio 2003. Prende il nome dal sovrano ruteno Danilo di Galizia.

## Assegnazione
L'Ordine è assegnato ai militari e ai funzionari pubblici:
- per il notevole contributo personale nella costruzione di Ucraina e per il servizio accurato e impeccabile al popolo ucraino.

## Insegne
- L'insegna è fatto di argento e ha la forma di una croce equilatera con i bordi che concavi verso l'interno. La croce è ricoperta di smalto blu. Al centro della croce vi è un medaglione rotondo smaltato di rosso chiaro, con una immagine dorata del profilo Danylo Halyc'kyj e la scritta in basso, "Danylo Halyc'kyj". Tutte le immagini sono rilievo.
- Il nastro è rosso con bordo blu con una sottile striscia gialla verso il centro.

| Per civili | Per militari |
| ---------- | ------------ |
|            |              |
| Nastro     |              |
|            |              |